# Char Brahmanagar
Char Brahmanagar è una suddivisione dell'India, classificata come census town, di 5.307 abitanti, situata nel distretto di Nadia, nello stato federato del Bengala Occidentale. In base al numero di abitanti la città rientra nella classe V (da 5.000 a 9.999 persone).

## Geografia fisica
La città è situata a 23° 24' 06 N e 88° 22' 23 E.

## Società

### Evoluzione demografica
Al censimento del 2001 la popolazione di Char Brahmanagar assommava a 5.307 persone, delle quali 2.712 maschi e 2.595 femmine. I bambini di età inferiore o uguale ai sei anni assommavano a 493, dei quali 247 maschi e 246 femmine. Infine, coloro che erano in grado di saper almeno leggere e scrivere erano 3.483, dei quali 2.010 maschi e 1.473 femmine.